# Stanisław Gołąb (matematyk)
Stanisław Gołąb (ur. 26 lipca 1902 w Travniku, zm. 30 kwietnia 1980 w Krakowie) – polski matematyk, jeden z czołowych przedstawicieli krakowskiej szkoły matematycznej.

## Życiorys

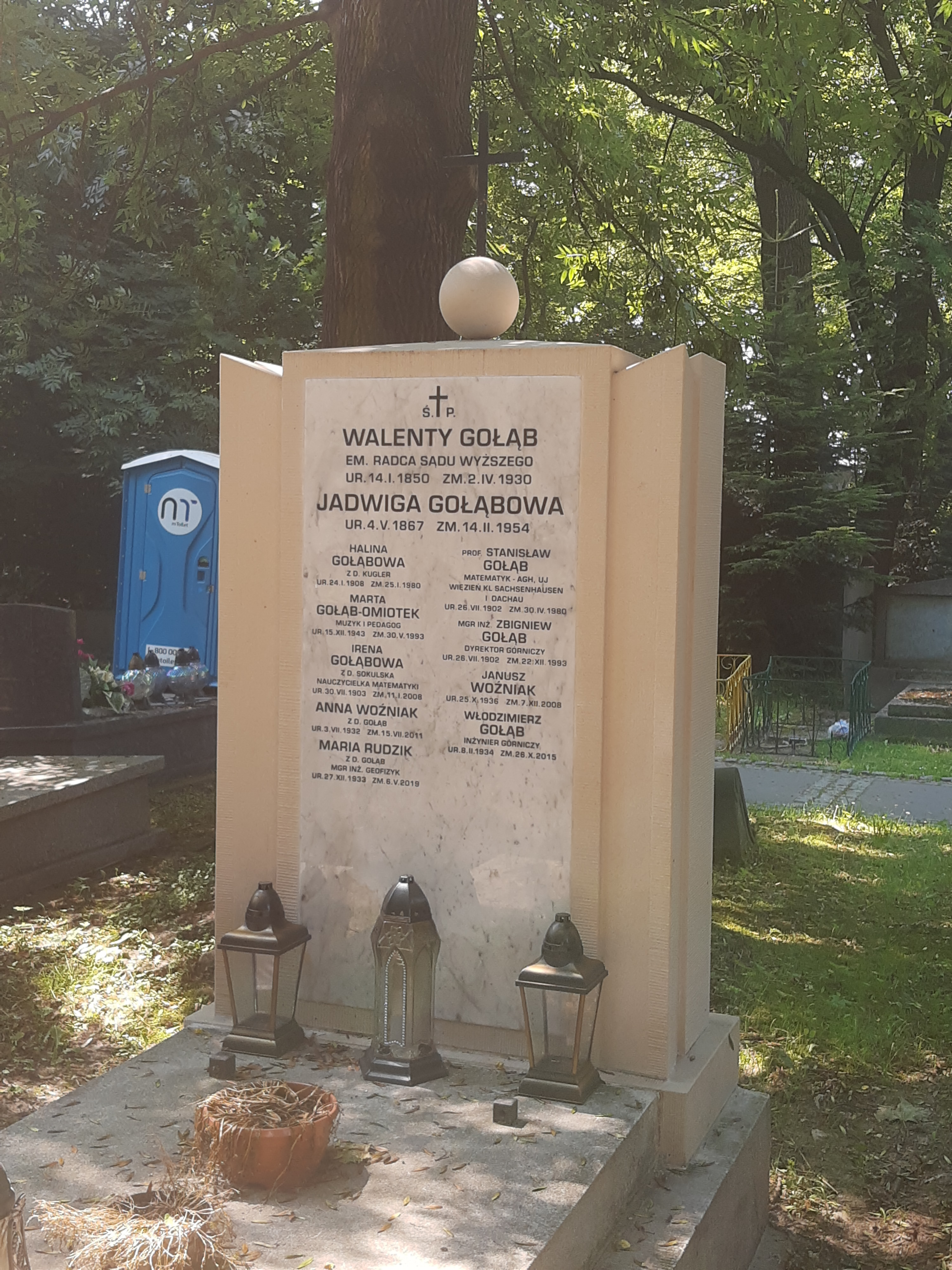
Grób prof. Stanisława Gołąba na cmentarzu Rakowickim w Krakowie

Urodził się w rodzinie Walentego (1850–1930), sędziego, radcy Sądu Wyższego, i Jadwigi ze Skibińskich (1867–1954). Jego brat-bliźniak Zbigniew (1902–1993) był inżynierem, dyrektorem górniczym. Stanisław ukończył V Państwowe Gimnazjum Neoklasyczne w Krakowie. W latach 1920–1924 studiował matematykę i fizykę na Wydziale Filozoficznym Uniwersytetu Jagiellońskiego. W 1926 złożył egzamin dla nauczycieli szkół średnich. W latach 1928–1931 odbył studia uzupełniające w Holandii, Rzymie, Oxfordzie i Pradze. W 1931 uzyskał stopień doktora filozofii (UJ), następnie docenta matematyki (1932). Od 1922 pracował w Akademii Górniczej, gdzie w latach 1922–1924 był zastępcą asystenta w Katedrze Matematyki na Wydziale Górniczym, w latach 1924–1934 młodszym asystentem, następnie starszym asystentem, a w latach 1934–1939 adiunktem. W kwietniu 1939 został mianowany przez Ministerstwo Wyznań Religijnych i Oświecenia Publicznego profesorem tytularnym Akademii Górniczej.
Po wybuchu II wojny światowej, 6 listopada 1939 został aresztowany przez Gestapo podczas Sonderaktion Krakau i wraz z innymi profesorami krakowskimi przewieziony do więzienia na Montelupich, następnie do Wrocławia, a 28 listopada 1939 do obozu koncentracyjnego w Sachsenhausen. 4 marca 1940 został przewieziony do obozu koncentracyjnego w Dachau. Został zwolniony w grudniu 1940 i powrócił do Krakowa, gdzie m.in. brał udział w tajnym nauczaniu w Akademii Górniczej i w Uniwersytecie Jagiellońskim.
Po wojnie był zastępcą profesora (1945–1946), w latach 1946–1948 profesorem nadzwyczajnym. W 1948 otrzymał nominację na profesora zwyczajnego. W latach 1946–1948 był prodziekanem Wydziału Górniczego, a w latach 1948–1950 dziekanem Wydziału. W latach 1945–1955 (z przerwami) był kierownikiem Katedry Matematyki I, początkowo znajdującej się w strukturze Wydziału Górniczego, a następnie Wydziału Geodezji Górniczej. W latach 1955–1962 profesor Katedry Matematyki I w wymiarze 1/2 etatu, następnie (do 1970) prowadził wykłady zlecone. W latach 1950–1955 był także zatrudniony w Wyższej Szkole Pedagogicznej w Krakowie jako profesor kontraktowy. W 1955 został służbowo przeniesiony na Uniwersytet Jagielloński, gdzie został kierownikiem Katedry Geometrii. Na UJ pracował do 1972 (do przejścia na emeryturę).
Jego prace dotyczyły geometrii różniczkowej i równań funkcyjnych. Był współtwórcą teorii obiektów geometrycznych i założycielem polskiej szkoły geometrii różniczkowej.
Doktor honoris causa Akademii Górniczo-Hutniczej. Członek Komitetu Nauk Matematycznych PAN, członek Tensor Society Sapporo.
Zmarł w Krakowie, pochowany na cmentarzu Rakowickim (kwatera Pas 66-wsch-po lewej Pruszyńskiej).

## Publikacje
- Zbiór zadań z wyższej matematyki wraz z rozwiązaniami (1928, współautorzy: Antoni Hoborski, Alfred Jakubowski)
- Sur quelques points de la théorie de la longueur (1929)
- Graficzne różniczkowanie i całkowanie (1930)
- Sur un théorème rentrant dans le calcul fonctionnel et son application géométrique (1932)
- Contribution à un théorème de M. M. S. Knebelman (1933)
- Sur les fonctions homogènes: O funkcjach jednorodnych. 1, Równanie Eulera. Equation d’Euler, Tom 1 (1933)
- Sur la mesute des aires dans les espacces de Finsler (1935)
- Głębokość zanurzenia kuli pływającej w cieczy (1937)
- Ein Beitrag zum Mengerschen Begriff des fastmetrischen Raumes (1938)
- O konstrukcji wyprostowania łuku koła, podanej przez Ampère’a w r. 1788 (1938)
- Sur la fonction représentant la distance d’un point variable a un ensemmble fixe (1938)
- O pewnym warunku koniecznym skończoności całki niewłaściwej (1938)
- Geometria analityczna: według wykładów z r. 1935/36 (1945)
- Elementy matematyki wyższej: dla początkujących i samouków (1947, współautor: Romuald Wilkowski)
- Zarys matematyki wyższej: dla początkujących i samouków (1948)
- Espace pourvu d’une métrique définie au moyen de l’écart triangulaire et les espaces métriques généralisés (1949)
- Matematyka wyższa: Wstęp do analizy, algebra wyższa, geometria analityczna, Część 1 (1952)
- Contribution à la formule simpsonienne de quadarture approchée (1954)
- Les courbures (ordinaires) d’une courbe située sur une hypersurface et les courbures géodesiques et normales ainsi que la torsion géodésique de cette courbe (1954)
- Elementy logiki matematycznej (1958, współautorzy: Zofia Krygowska, Jan Leśniak)
- Pewne zagadnienia geometrii różniczkowej: referaty podstawowe grupy polskiej zgłoszone na Międzynarodową Konferencję Geometrii Różniczkowej zorganizowaną przez Instytut Matematyczny Polskiej Akademii Nauk w Krakowie w dniach 2–6 października 1961 (1961)
- Matematyka wyższa. Część 1 (1962)
- Rachunek różniczkowy i całkowity wraz z zastosowaniami (1963)
- Studia z dziejów katedr wydziału matematyki, fizyki, chemii Uniwersytetu Jagiellońskiego (1964, redaktor)
- Dlaczego możliwe są różne geometrie? (1972)

## Ordery i odznaczenia
- Krzyż Oficerski Orderu Odrodzenia Polski (1967)
- Krzyż Kawalerski Orderu Odrodzenia Polski (1956)
- Medal Zwycięstwa i Wolności (1949)
- Medal 10-lecia Polski Ludowej (15 stycznia 1955)[9]
- Odznaka 1000-lecia Państwa Polskiego
- Odznaka Grunwaldzka
- Odznaka tytułu honorowego „Zasłużony Nauczyciel PRL”
- Złota Odznaka ZNP
- Złota Odznaka „Za Zasługi dla Ziemi Krakowskiej”
- Złota Odznaka „Za Zasługi dla województwa krakowskiego”
- Złota Odznaka „Za Zasługi dla województwa rzeszowskiego”
- Złota Odznaka „Za Pracę Społeczną dla miasta Krakowa” (27 października 1969)[10][11]

## Upamiętnienie
Imię prof. Stanisława Gołąba nosi sala wykładowa w budynku B-7 AGH.